# Not Fair
„Not Fair” este al doilea single înregistrat de cântăreața britanică Lily Allen pentru albumul ei, It's Not Me, It's You. Cântecul a fost lansat ca download digital pe 20 martie, data oficială fiind 19 februarie 2009, aceeași zi cu filmarea videoclipului.

## Informații
Din punctul de vedere al versurilor, cântecul este modul prin care Allen își expune dilema privind noul ei iubit descris ca fiind atent și grijuliu, dar care nu o satisface sexual, astfel găsind „necinstit” faptul că îl place, dar nu în dormitor.
Revista Observer Music a intervievat-o pe Allen cu privire la conțintul cântecului, anume dacă „iubitul” se referă la o persoană specifică; aceasta a răspuns: „Persoana în cauză e mult prea arogantă pentru a considera că este vorba despre el însuși. Nici pentru o secundă nu i-ar trece prin minte. L-a auzit, l-am cântat pentru el. Și nu a avut nicio idee. Nici nu a întrebat.”
Allen a interpretat live pentru prima dată piesa la emisiunea Ant And Dec Saturday Night Takeaway pe 21 martie 2009.
Există o versiune cenzurată a cântecului, care este folosită în special pe posturile radio, ce nu difuzează termenii „wet patch” și „giving head”, ambii fiind un argou pentru partea patului umedă de transpirație în urma actului sexual și, respectiv, pentru felație. Când a interpretat cântecul live pe 14 mai 2009 la The Graham Norton Show, Allen a înlocuit ultima expresie cu „I spent ages kneading bread” (ro.: „Am petrecut mult timp frământând pâine”.

## Videoclip

Lily Allen şi trupa country în videoclipul inspirat de anii '70 pentru „Not Fair”.

Videoclipul pentru „Not Fair” a fost regizat de Melina Matsoukas și filmat în Los Angeles pe 19 februarie 2009. Allen a lansat fotografii din video pe contul ei oficial de Twitter. Un trailer de 17 secunde al videoclipului au fost postate pe YouTube pe 17 martie, înainte ca postul T4 să facă premierea întregului scurt-metraj sâmbătă, 21 martie.
Clipul o înfățișează pe Allen cântând la Porter Wagoner Show, începând cu o secvență din emisiunea lui Porter Wagoner din anii 1970, care o prezintă pe Lily (vocea originală fiind înlocuită cu una din studio) prin: „Acum e timpul pentru o domnișoară frumușică să vină cu o melodie foarte drăguță. Și se cheamă «Not Fair». Să o facem binevenită, domnișoara Lily Allen!”. Allen apare la un microfon, fiind acoperită în fundal de o formație country și western; în video mai apar și motivele specifice, precum vaci, găini și văcărițe dansatoare.

## Formate
| CD single 1. „Not Fair” (Versiune explicită) 2. „The Fear” The Count (Hervé) & Lily Face The Fear Disc de vinil 7" 1. „Not Fair” (Editare radio) 2. „Why” CD single australian 1. „Not Fair” 2. The Count (Hervé) And Lily face the fear (versiunea explicită) 3. „Not Fair” (Di Angelis & Dobie circus remix) 4. „Not Fair” (Style Of Eye remix) | Single digital 1. „Not Fair” (Editare radio) Pachet digital 1. „Not Fair” 2. „Not Fair” (Editare radio) 3. „Not Fair” (Style Of Eye remix) 4. „The Fear” (The Count remix) 5. „Mr. Blue Sky” 6. „Why” |

## Lansare
| Regiune                | Data           | Format           |
| ---------------------- | -------------- | ---------------- |
| Regatul Unit Australia | 20 martie 2009 | Download digital |
| Germania               | 20 martie 2009 | Download digital |
| 8 mai 2009             | Disc single    |                  |
| Australia              | Disc single    |                  |
| 9 mai, 2009            | Disc single    |                  |
| Regatul Unit           | Disc single    | 11 mai, 2009     |

## Performanța în clasamente
„Not Fair” a urcat în clasamentul din Regatul Unit pe locul 200 la două luni înainte de data lansării. După deschiderea vânzărilor digitale pe 20 martie 2009, cântecul a făcut un salt imens pe UK iTunes Chart, iar pe 29 martie a debutat în top 40 pe poziția 16. Până pe 2 mai, „Not Fair” a ajuns pe locul 4 pe iTunes UK și pe 10 în UK Singles Chart, înainte de poziția maximă de 5 pe acel clasament, cu un loc mai sus ca „LDN”.
În Irlanda, a ajuns pe locul al treilea, fiind discul single al lui Allen care s-a poziționat cel mai sus în acea țară și al doilea hit de top cinci acolo. În Noua Zeelandă, cântecul a debutat pe numărul 32 pe 18 mai 2009, fiind al cincilea hit de top 40 al cântăreței acolo; poziția maximă înregistrată este 20. De asemenea, „Not Fair” s-a bucurat de succes și în Australia, unde a ocupat locul 3, al doilea hit de top 10 în acea țară.
| Clasamente (2009)             | Poziția maximă |
| ----------------------------- | -------------- |
| Australian ARIA Singles Chart | 3              |
| Austrian Singles Chart        | 6              |
| European Hot 100              | 12             |
| German Singles Chart          | 17             |
| Ireland Singles Chart         | 3              |
| Israeli Singles Chart         | 1              |
| Luxembourg Singles Chart      | 23             |
| Italian Singles Chart         | 4              |
| New Zealand Singles Chart     | 20             |
| Slovak Airplay Chart          | 1              |
| Swiss Singles Chart           | 6              |
| Turkey Singles Chart          | 18             |
| UK Singles Chart              | 5              |

| Țară         | Certificare      | Vânzări |
| ------------ | ---------------- | ------- |
| Regatul Unit | Discul de argint | 287.632 |
| Australia    | Discul de aur    | 35.000+ |